# Barrage El Masri
Le barrage El Masri (arabe : سد المصري) est un barrage tunisien inauguré en 1968, sur l'oued Masri, à dix kilomètres au sud de Grombalia, sur les pentes du djebel Sidi M'Hamed Latrach.
L'aménagement sur l'oued Masri est composé de deux barrages : la retenue collinaire sur l'oued Tahouna, d'une capacité de 800 000 mètres cubes dont l'eau est dérivée par une conduite dans la retenue Masri, et le barrage El Masri lui-même.
D'une hauteur de 38 mètres et d'une longueur en crête de 290 mètres, il peut retenir jusqu'à sept millions de mètres cubes d'eau dans un réservoir d'une superficie de 95 hectares. L'eau du réservoir est principalement destinée à l'irrigation des cultures d'agrumes dans les périmètres de Béni Khalled (1 800 hectares) et Bou Argoub (300 hectares). Le volume d'eau distribué annuellement est de quatre millions de mètres cubes.